# I miei successi Vol.2
I miei successi Vol.2 è una raccolta del cantante italiano Gianni Celeste, del 1992. Si tratta del secondo volume dei suoi migliori successi.

## Tracce
1. L'amante
2. La nostra spiaggia
3. E penso a te
4. Gelosia
5. Dedicata a...
6. Senza 'e te
7. 'Na vita perduta
8. Ti voglio amare
9. Come sai fare tu
10. Romanzo d'amore
11. La cosa
12. Anema mia
13. Un po' d'amore
14. Nun me tentà
15. Sto luntano
16. Speranza 'e te